# Леопольдо Кантансіо
Леопольдо Кантансіо (англ. Leopoldo Cantancio; 19 травня 1963 — 20 квітня 2018) — філіппінський боксер, призер Азійських ігор, чемпіон Азії.

## Аматорська кар'єра
На Кубку світу 1981 в категорії до 57 кг переміг Стіва Нолана (Канада), а в другому бою програв Самсону Хачатряну (СРСР) і отримав бронзову медаль.
1982 року Леопольдо Кантансіо взяв участь у чемпіонаті світу, де програв у другому бою.
1983 року став чемпіоном Азії.
На Олімпійських іграх 1984 в категорії до 60 кг переміг трьох суперників, а у чвертьфіналі програв Чон Чхіль Сон (Південна Корея).
1985 року вдруге став чемпіоном Азії і був визнаний найкращим боксером турніру.
На Азійських іграх 1986 переміг трьох суперників і програв у фіналі, завоювавши срібну медаль.
На Олімпійських іграх 1988 програв у першому бою Кості Цзю (СРСР).
На Азійських іграх 1990 завоював бронзову медаль.